# Dodderi, Tumkur
Dodderi là một làng thuộc tehsil Tumkur, huyện Tumkur, bang Karnataka, Ấn Độ.